# 志和口駅
志和口駅（しわぐちえき）は、広島県広島市安佐北区白木町大字市川にある、西日本旅客鉄道（JR西日本）芸備線の駅である。

## 概要
旧白木町の中心、旧市川村・旧秋越村の境界に位置する。駅名の「志和」は、近接の東広島市（旧賀茂郡）志和町が由来。当初、市川村が駅を現在より北側の自村内に設置すること、駅名を「市川」にするよう強く求めた。しかし、前者は地形上の理由で、後者は既に市川駅があったことから叶わず、村同士で協議した結果、「志和口駅」になった。
駅舎前の旧道は、1990年代に新道が開通する以前はJRバス中国雲芸南線の路線であった。駅前にバス停が存在し、狭隘な駅前広場で区間便が旋回することもあった。
志和口から東広島市志和町へは芸陽バスの路線があったが、利用者が少なく、1972年に廃止された。志和タクシーが廃止代替路線として志和堀 - 志和口を運行したが、現在は完全に廃止されている。
2010年頃から当駅に出没するようになったネコが「りょうま」と名付けられ、非公認ながら地元では駅長として扱われた。その効果で2016年までに約1万人を集めた ものの、2019年2月12日に死去した。

## 歴史
- 1915年（大正4年）4月28日：芸備鉄道開通時に開設[2]。
- 1937年（昭和12年）7月1日：芸備鉄道が国有化され[2]、国有鉄道芸備線の駅になる。
- 1945年（昭和20年）8月：広島市への原爆投下で負傷して芸備線で運ばれて来た人を救助するために、駅付近に学校救護所が設けられる[8]。
- 1971年（昭和46年）12月10日：貨物取扱廃止[9]。
- 1973年（昭和48年）11月1日：国鉄（→JR）の特定都区市内制度における「広島市内」の駅となる[10][注釈 1]。
- 1980年（昭和55年）3月15日：駅舎改築[11]。
- 1984年（昭和59年）2月1日：荷物扱い廃止[2]。
- 1987年（昭和62年）4月1日：国鉄分割民営化に伴いJR西日本の駅になる[2]。
- 1996年（平成8年）6月1日：ジェイアール西日本広島メンテックによる業務委託駅となる[12]。
- 1998年（平成10年）2月：みどりの窓口営業開始[13]。
- 2002年（平成14年）10月5日：ダイヤ改正により、快速列車（後の「通勤ライナー」）の停車駅となる。
- 2003年（平成15年）10月1日：ダイヤ改正により、快速「みよしライナー」が運転を開始するが、当駅は通過駅となる。
- 2004年（平成16年）10月：みどりの窓口の営業時間が短縮され、営業時間中に閉鎖時間帯が設定される。
- 2007年（平成19年）
  - 7月1日：ダイヤ改正により、急行「みよし」と快速「通勤ライナー」（ともに当駅停車）が全廃され、快速「みよしライナー」に統合。これに伴い、快速「みよしライナー」の停車駅となる。
  - （時期不明）：窓口営業時間を月 - 金（祝日含む）と土・日で別とする。
- 2018年（平成30年）7月6日：豪雨災害により営業休止。
- 2019年（平成31年）4月4日：三次駅 - 中三田駅間で暫定的に運転再開[14]。
- 2021年（令和3年）
  - 5月31日：この日をもってみどりの窓口が営業を終了[15]。
  - 6月1日：この日より終日無人駅となる[15][16]。

## 駅構造
島式ホーム1面2線を有する列車交換可能な地上駅。線路西側三次寄りにある駅舎はコンクリートの平屋で、ホームへは構内踏切で連絡する。簡易型券売機を設置している。
無人駅である。かつてはJR西日本広島メンテックが駅業務を受託する業務委託駅で、みどりの窓口設置駅だった。JRの特定都区市内制度における「広島市内」の駅である。ICOCAはサービスエリア外で使えない。
便所は男女共用の水洗。

### のりば
| のりば | 路線   | 方向 | 行先           |
| ------ | ------ | ---- | -------------- |
| 1      | 芸備線 | 上り | 甲立・三次方面 |
| 2      | 芸備線 | 下り | 広島行き       |

付記事項
- 2016年3月現在、ホームの方面案内板にのりば番号が表記されている。
- 広島駅 - 当駅間の区間列車の折り返しは下りホームで行う。通常、当駅終着の最終列車は旅客扱い終了後、夜間滞泊を行うが、2009年度までは毎年1月1日の未明に限り、臨時列車の「宮島号」として折り返し広島行きとなっていた。
- 広島行きの1番列車は5時半過ぎで、広島からの最終列車は2011年3月11日までは0時台後半に到着していた。翌12日以降は最終列車発時刻の大幅な繰り上げで当駅終着時刻は当日中に設定されていた。2017年3月4日以降は時刻繰り下げによりごく僅かではあるが、再び当駅終着時刻が日付を跨ぐようになった。2021年3月13日の改正では広島発22時半ば過ぎで当駅終着は当日中である。

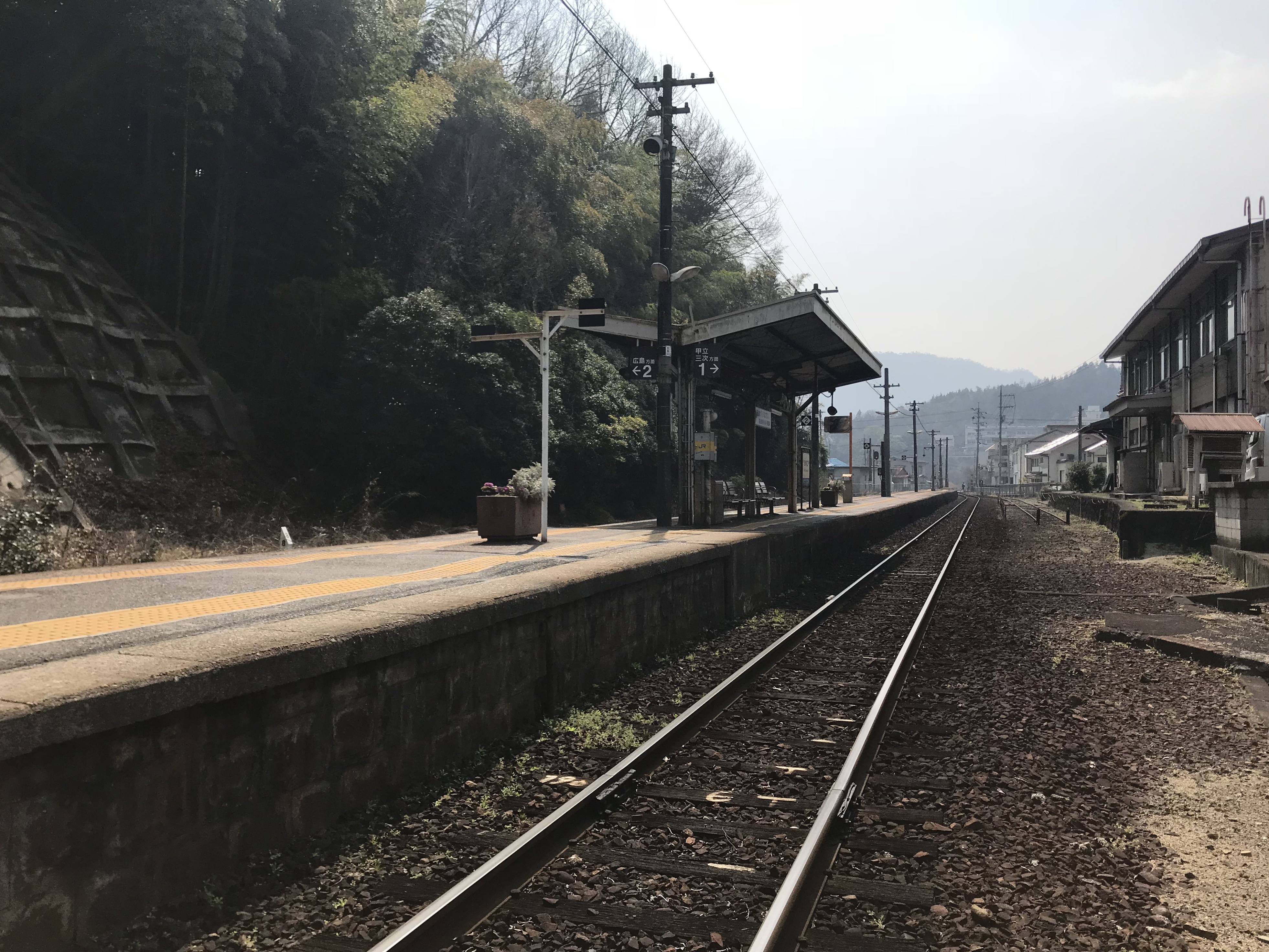
構内踏切からホームを望む（2018年3月）
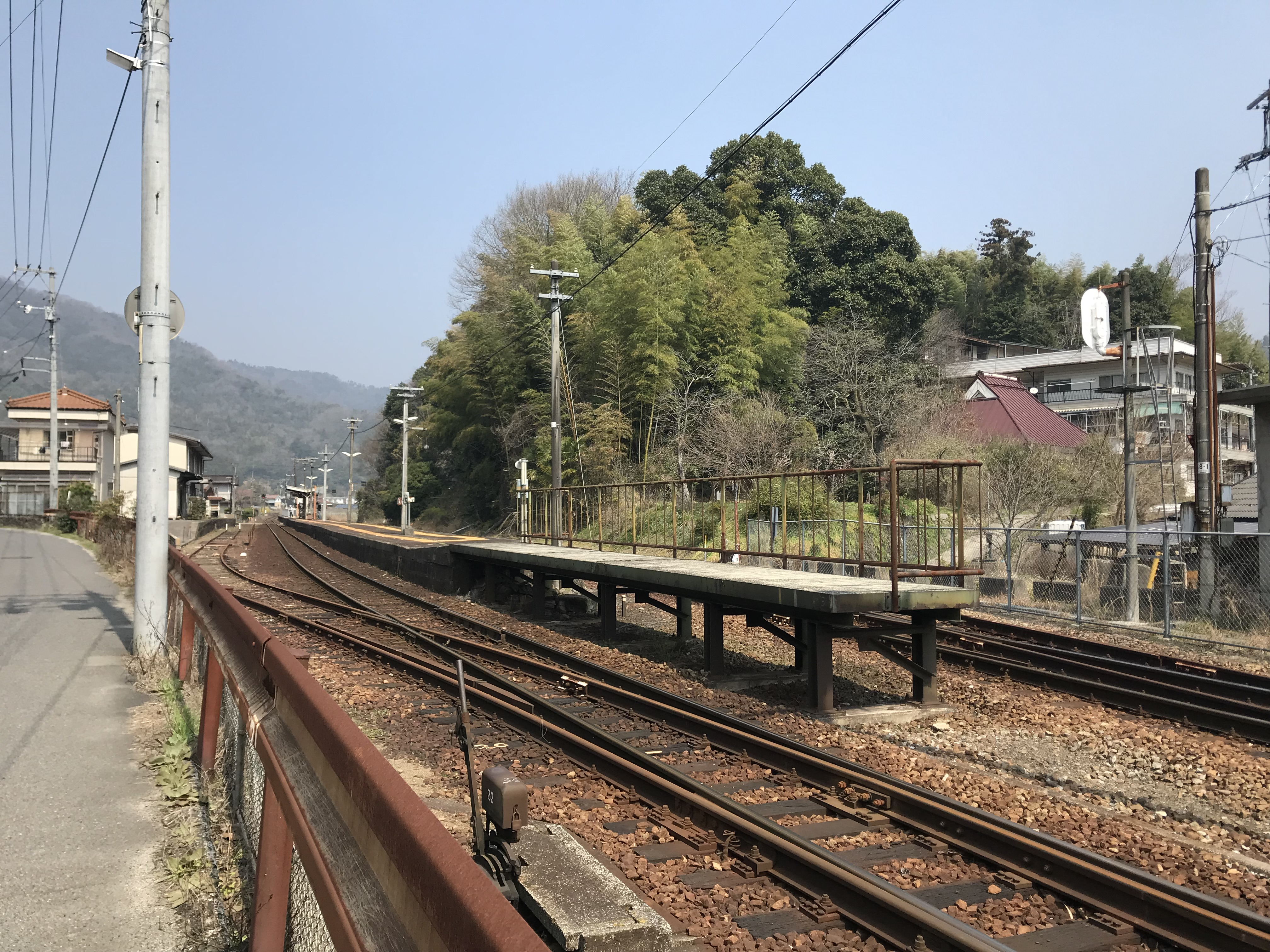
南側からホームを望む（2018年3月）

## 利用状況
以下の情報は、広島市統計書及び広島市勢要覧に基づいたデータである。
| 年度               | 1日平均 乗車人員 | 年度毎 総数 | 定期券 総数 | 普通券 総数 |
| ------------------ | ---------------- | ----------- | ----------- | ----------- |
| 1974年（昭和49年） | 1,056.0          | 770,914     | 629,588     | 141,326     |
| 1975年（昭和50年） | 989.5            | 724,339     | 586,220     | 138,119     |
| 1976年（昭和51年） | 1,036.7          | 756,815     | 616,742     | 140,073     |
| 1977年（昭和52年） | 1,082.6          | 790,284     | 649,696     | 140,588     |
| 1978年（昭和53年） | 1,055.0          | 770,172     | 636,732     | 133,440     |

以上の1日平均乗車人員は、乗車数と降車数が同じであると仮定し、年度毎総数を365（閏年が関係する1975年は366）で割った後で、さらに2で割った値を、小数点第二位で四捨五入。小数点一位の値にした物である。
| 年度                | 1日平均 乗車人員 |
| ------------------- | ---------------- |
| 1979年（昭和54年）  | 985              |
| 1980年（昭和55年）  | 957              |
| 1981年（昭和56年）  | 949              |
| 1982年（昭和57年）  | 915              |
| 1983年（昭和58年）  | 875              |
| 1984年（昭和59年）  | 880              |
| 1985年（昭和60年）  | 864              |
| 1986年（昭和61年）  | 849              |
| 1987年（昭和62年）  | 834              |
| 1988年（昭和63年）  | 872              |
| 1989年（平成 元年） | 780              |
| 1990年（平成02年）  | 797              |
| 1991年（平成03年）  | 804              |
| 1992年（平成04年）  | 789              |
| 1993年（平成05年）  | 796              |
| 1994年（平成06年）  | 780              |
| 1995年（平成07年）  | 769              |
| 1996年（平成08年）  | 708              |
| 1997年（平成09年）  | 648              |
| 1998年（平成10年）  | 650              |
| 1999年（平成11年）  | 656              |
| 2000年（平成12年）  | 670              |
| 2001年（平成13年）  | 693              |
| 2002年（平成14年）  | 695              |
| 2003年（平成15年）  | 692              |
| 2004年（平成16年）  | 694              |
| 2005年（平成17年）  | 689              |
| 2006年（平成18年）  | 697              |
| 2007年（平成19年）  | 648              |
| 2008年（平成20年）  | 609              |
| 2009年（平成21年）  | 586              |
| 2010年（平成22年）  | 518              |
| 2011年（平成23年）  | 471              |
| 2012年（平成24年）  | 428              |
| 2013年（平成25年）  | 437              |
| 2014年（平成26年）  | 414              |
| 2015年（平成27年）  | 407              |
| 2016年（平成28年）  | 406              |
| 2017年（平成29年）  | 390              |
| 2018年（平成30年）  | 247              |
| 2019年（令和 元年） | 243              |
| 2020年（令和02年）  | 259              |
| 2021年（令和03年）  | 234              |
| 2022年（令和04年）  | 233              |

乗車数グラフ

## 駅周辺

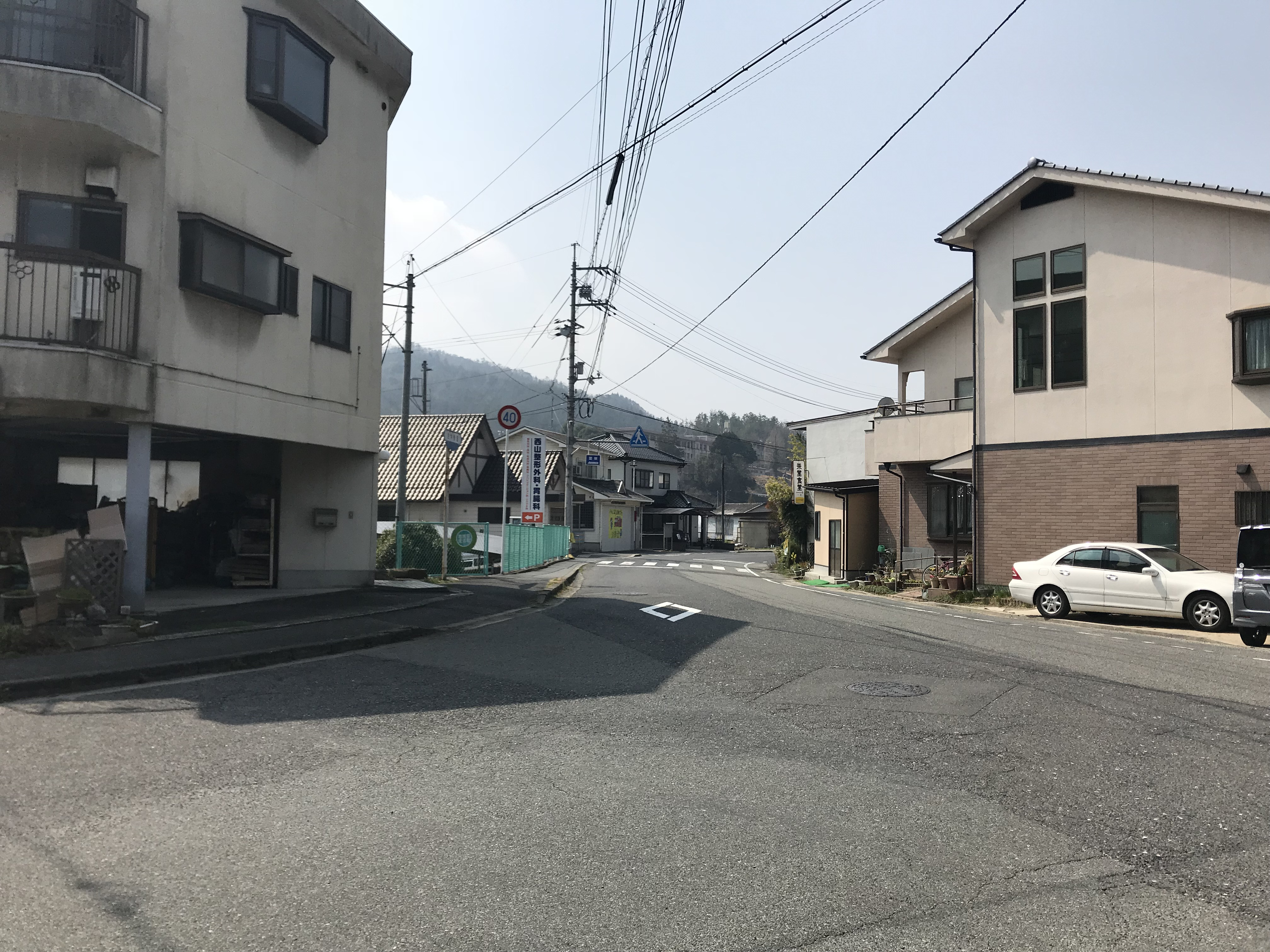
駅前の様子（2013年7月）

- 高南郵便局
- 広島銀行向原支店白木町出張所
- 広島市安佐北区役所白木出張所
- 安佐北警察署白木交番
- 広島市立白木中学校
- 広島市立高南小学校
- 旭山
- 広交観光「志和口駅入口」停留所

## その他
元駅長でOB会の会長である中原英起により、2012年にJR非公認で駅に住み着いており駅長時代から世話していた猫の「ちび」を猫での助役に、2010年頃から駅に現れて住み着いていて馴染まれた「りょうま」を猫駅長に就任させた。2014年にちび助役は老衰で亡くなった。日本国内だけで無く海外からの反響・海外からの駅長を見に来る訪問者もおり、駅の活性化に一役買っていた。2017年には住民団体「りょうまを見守る会」を結成していた。ただ、りょうまは2019年2月7日に体調が急変し、同月12日に亡くなっている。その後、2022年7月24日にはりょうまをしのんで「りょうま駅長記念館」が駅前にオープンした。中には「りょうま」の制服や帽子、写真や絵等が展示されている。館長は中原英起。
2024年3月には2代目の駅長と初代副駅長が就任し、現在に至っている。

## 隣の駅
西日本旅客鉄道（JR西日本）
 芸備線
■快速「みよしライナー」
向原駅 - 志和口駅 - 下深川駅 (JR-P06)
■普通
井原市駅 - 志和口駅 - 上三田駅